# Fragata F126
F126 o fragata 126 (en alemán: Fregatte 126) es una clase de seis fragatas alemana planificada destinada a reemplazar a las fragatas clase Brandenburg F123 en la Armada alemana. Los barcos serán los buques de guerra de superficie más grandes que se hayan incorporado a la Armada alemana desde la Segunda Guerra Mundial. Está previsto que el primer barco entre en servicio en 2028.
Hasta el 1 de enero de 2021, el proyecto se conocía con el título provisional MKS 180 o Buque de combate multipropósito 180 (Mehrzweckkampfschiff 180), y 180 indicaba el complemento planificado de clases.

## Construcción
En junio de 2020, el Comité de Presupuesto del Bundestag aprobó la adquisición de cuatro MKS 180 con dos módulos de misión de “guerra antisubmarina” y dos módulos de “lucha antibuque”. Incluyendo el armamento, se estimaron para ello alrededor de seis mil millones de euros. El contrato también incluye una opción no vinculante por dos unidades adicionales. Esta opción debería implementarse inicialmente después de que se creara el fondo especial de la Bundeswehr tras la invasión rusa de Ucrania en 2022. Sin embargo, a finales de octubre de 2022, este proyecto fue retirado del fondo especial.El 12 de junio, la Comisión de Presupuesto aprobó la compra de 2 fragatas por un coste de 3,1 mil millones de euros.
La construcción del primer barco comenzó el 3 de diciembre de 2023 y la quilla se colocó el 5 de julio de 2024. Se eligió para el barco el nombre de Baja Sajonia. Las entregas están previstas para julio de 2028, abril de 2030, abril de 2031 y enero de 2032.
Mientras que los barcos de proa se construirán en Wolgast, los barcos de popa se construirán en Kiel, donde ambos se unirán. El montaje, las pruebas y las pruebas se llevarán a cabo en Hamburgo. La Cuenca de Modelos de Barcos de Hamburgo (HSVA) realiza pruebas de flujo basadas en modelos.